# Ann Brunton Merry
Ann Brunton Merry, född 1769, död 1808, var en brittisk-amerikansk skådespelare.  Hon beskrivs som en av den amerikanska teaterns första nationella berömdheter. 
Hon var engagerad vid Covent Garden Theatre i London 1785-1796, där hon tillhörde dess största attraktioner. Hon var sedan från 1796 engagerad vid Chestnut Street Theatre i Philadelphia, vid Park Theatre i New York och Thomas Wignells sällskap. 
Hon beskrivs som den första skådespelerskan i USA, som var berömd redan i Europa, och hon hade under sin tid i USA så högt anseende som aktör att hon ansågs sakna rivaler och framhölls som ett ideal och ett föredöme.  Hon delade direktörsskapet för sin make Thomas Wignells teatersällskap efter hans död 1803 fram till att hon avstod detsamma till sin kompanjon och blivande make William Warren år 1805. 
Hon var gift först med poeten Robert Merry, sedan med skådespelaren Thomas Wignell och därefter med skådespelaren William Warren.